# Non-naturalisme moral
Le non-naturalisme moral est un théorie méta-éthique construit par opposition au naturalisme moral et qui affirme que :
1. Les phrases morales expriment des propositions.
2. Quelques-unes de ces propositions sont vraies.
3. Ces propositions sont rendues vraies par des caractéristiques objectives du monde, indépendamment de l'opinion humaine.
4. Ces traits moraux du monde ne sont réductibles à aucun ensemble de caractéristiques non morales.

Le non-naturalisme moral est une forme de réalisme moral présenté pour la première fois par George Edward Moore contre une interprétation naturaliste et réductionniste du réalisme en méta-éthique. Le non-naturalisme moral s'oppose en particulier à la thèse naturaliste selon laquelle les énoncés moraux sont réductibles à des énoncés factuels relevant du vocabulaire des sciences de la nature. Il s'oppose en outre à toutes les formes d'anti-réalisme moral, dont le subjectivisme moral — qui rejette l'idée de faits moraux objectifs — et le non-cognitivisme, qui considère que les phrases morales n'ont aucune valeur de vérité (ne sont ni vraies ni fausses).

## Irréductibilité de l'éthique
Selon G. E. Moore, le « bien est une propriété simple, indéfinissable et non-naturelle ». Qualifier le bien de « non-naturel » ne signifie pas qu'il est surnaturel ou divin. Cela signifie seulement que le bien ne peut être réduit à des propriétés naturelles telles que celles associées aux besoins, aux désirs ou aux plaisirs. Moore déclare également qu'une réduction des propriétés morales à un commandement divin reviendrait à affirmer leur « naturalité », autrement dit, le fait de pouvoir être décrit dans un vocabulaire qui ne relève pas de l'éthique. Ce serait un exemple de ce que Moore appelle le paralogisme naturaliste.
Moore prétend que le bien est indéfinissable, c'est-à-dire qu'il ne peut être défini par aucune autre modalité, ce qui constitue la revendication centrale du non-naturalisme. Ainsi, le sens des phrases contenant le mot « bien » ne peut être entièrement expliqué en termes de phrases ne contenant pas le mot « bien ». On ne peut substituer des mots faisant référence au plaisir, aux besoins ou à quoi que ce soit d'autre à la place du mot « bien ».
Certaines propriétés, telles que la dureté, la rondeur et l'humidité, sont clairement des propriétés naturelles. Nous les rencontrons dans le monde réel et nous pouvons les percevoir. Il n'en va pas de même d'autres propriétés telles que « bien » ou « juste ». Une grand roman, par exemple, est par définition considéré comme une œuvre de qualité (bonne) ; La qualité d'être bon est en ce cas une propriété de ce roman. Payer ses dettes et dire la vérité sont généralement jugés comme étant de bonnes actions ; la justice est considérée spontanément comme une propriété de certaines actions humaines, etc.
Les propriétés morales sont donc très différentes des propriétés naturelles. Celles-ci peuvent être perçues et rencontrées dans le monde réel. En revanche, il n'est pas donné de voir, toucher ou mesurer physiquement la qualité d'un roman ou la justesse d'une action.

## Intuitionnisme moral
Si Moore ne considère pas le bien ou la justice comme des propriétés naturelles, c'est parce qu'elles ne peuvent être définies selon aucune propriété naturelle. Admettre une telle assertion conduit inévitablement à cette question : comment avons-nous connaissance de ce qui est bien ou mal si le bien et le mal sont indéfinissables en termes de propriétés naturelles ? L'épistémologie morale, la partie de l'épistémologie ou de l'éthique qui étudie la façon dont nous connaissons les faits moraux et comment les croyances morales sont justifiées, a proposé une réponse. Les épistémologues britanniques, à la suite de Moore, ont suggéré que les êtres humains possèdent une faculté spéciale, une faculté d'intuition morale qui nous dit ce qui est bon et mauvais, bien et mal.
Les tenants de l'éthique intuitionniste affirment que si nous identifions une personne comme bonne ou une action comme juste et que notre faculté d'intuition morale est suffisamment développée et intacte, nous avons simplement l'intuition que la personne est bonne ou que l'action est juste. L'intuition morale est censée être un processus mental différent des autres facultés plus familières comme la perception sensible. Quand une personne juge quelque chose comme étant bien ou certaines actions comme étant justes, alors cette personne emploie sa faculté d'intuition morale. Cette faculté nous rend accessibles ces propriétés non naturelles.

## L'argument de la question ouverte
Moore a aussi introduit l'argument de la question ouverte, argument qu'il a plus tard rejeté. 
Supposons qu'une définition de « bien » soit ce qui « cause du plaisir ». En d'autres termes, si quelque chose est bien, cela provoque du plaisir ; si cela provoque du plaisir, alors c'est bien.
Moore affirme que même dans le cas où nous accepterions cette définition, nous serions toujours amenés à nous demander si ce qui cause du plaisir est vraiment bien. Cela resterait un problème ouvert. Il n'existe en effet aucune conclusion permettant d'établir a priori, ou logiquement, que ce qui cause du plaisir est bien. 
Dans son argumentation initiale, Moore a conclu que toute définition similaire du bien pouvait être remise en cause de la même façon.

## Source de la traduction
- (en) Cet article est partiellement ou en totalité issu de l’article de Wikipédia en anglais intitulé « Ethical non-naturalism » (voir la liste des auteurs).